# Asplundia polymera
Asplundia polymera är en enhjärtbladig växtart som först beskrevs av Hand.-mazz., och fick sitt nu gällande namn av Gunnar Wilhelm Harling. Asplundia polymera ingår i släktet Asplundia och familjen Cyclanthaceae. Inga underarter finns listade.